# Palacio Rosa de Jayne Mansfield
El palacio Rosa de Jayne Mansfield fue una mansión comprada y remodelada con pintura rosa y mobiliario en forma de corazón por la actriz Jayne Mansfield en 1957. La mansión fue demolida en 2002.

## Historia
En noviembre de 1957, poco antes de su matrimonio con Mickey Hargitay, Mansfield compró una mansión de estilo mediterráneo de 40 habitaciones erigida en 1929 para Rudy Vallee en 10100 Sunset Boulevard en Holmby Hills, Los Ángeles. Ocupaba más de 900 metros cuadrados e incluía siete dormitorios, ocho baños, un bar, biblioteca y bodega, con una casa de huéspedes aparte en la propiedad. La mayor parte de la inversión para comprar la casa provino de los 81,340 dólares (740,445 dólares de 2019) que heredó de su abuelo materno Elmer Palmer. Mansfield pintó el exterior y parte del interior de rosa. Dentro había  estatuas de cupidos rodeados por luces fluorescentes rosa, su cuarto de baño personal con bañera de mármol en forma de corazón y todas las paredes y suelo tapizados de piel sintética rosa, la chimenea del salón también en forma de corazón y en el vestíbulo una fuente de la que durante fiestas y eventos brotaba champán rosado. Ella lo bautizó el "Palacio Rosa" y lo describió como un "hito rosa". Hargitay, que había sido fontanero y carpintero antes de dedicarse al culturismo, construyó en el jardín una piscina en forma de corazón en cuyo fondo de mosaico teselas blancas formaban su declaración de amor: "I LOVE YOU JAYNE". Mansfield decoró el Palacio Rosa con mobiliario en forma de corazón, moquetas de pelo sintético y alfombras de pieles. En el garaje, Jayne guardaba un ciclomotor pintado de rosa y un cadillac rosa, la primera estrella en poseer uno. La gran casa aparecía con frecuencia en la prensa sensacionalista debido a la notoriedad de Jayne, que mostró su extravagante hogar en una serie de fotos publicadas en la revista Life en 1960.
El Palacio Rosa fue vendido después de su muerte y sus dueños posteriores fueron Ringo Starr y Engelbert Humperdinck. En 2002, Humperdinck lo vendió a los desarrolladores de terreno, y la casa fue demolida en noviembre de ese año.